# Centrale thermique de Wurtzbourg
La centrale thermique de Wurtzbourg est une centrale thermique à Wurtzbourg, dans le Land de Bavière, en Allemagne, gérée par la Würzburger Versorgungs- und Verkehrs-GmbH (de) (WVV). Construite au début des années 1950, elle est à l'origine une centrale au charbon, devenue en 2003 une centrale à cycle combiné au gaz naturel.

## Histoire
Au cours de la reconstruction de la ville après la Seconde Guerre mondiale, on prévoit la construction d'un système de chauffage urbain. Un réseau de gazoducs est installé en 1951 puis l'année suivante une petite installation de chauffage est temporairement mise en place dans le gymnase d'une école.
En 1954, la centrale au charbon est bâtie en deux temps près de l'ancien port. Le site est choisi pour sa proximité avec la zone d'alimentation en chaleur (nécessitant des pipelines plus courts), la facilité de livraison en matière combustible par bateau et l'eau du Main pour servir d'eau de refroidissement. Fin 1954, après seulement sept mois de travaux, l'usine est mise en fonctionnement ; sept mois plus tard, les premières vapeurs sont injectées dans le réseau de chauffage urbain.

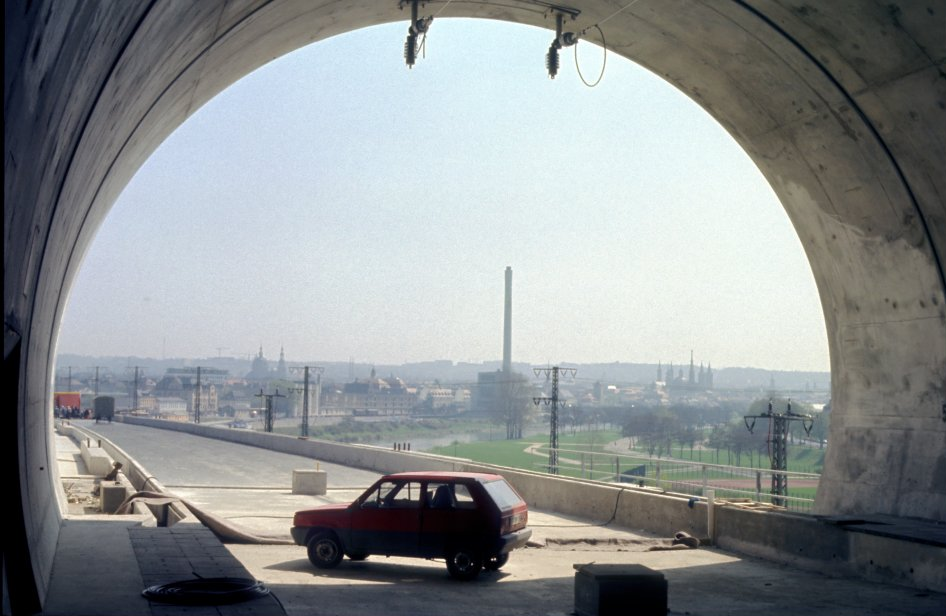
Entrée sud du Steinbergtunnel, avec vue sur la centrale en 1987

Techniquement, la centrale est composée de trois chaudières à houille (2 de 40 t/h et 1 de 64 t/h par 84 at). La vapeur produite est convertie en électricité dans deux turbines à vapeur puis dans le réseau si besoin est. Initialement, chaque chaudière avait sa propre cheminée ; elles sont rassemblées pour une même évacuation en 1967-1968 par une haute de 105 m (surnommées l'"asperge", elle a une mauvaise image à cause de sa hauteur et de son exposition depuis le centre-ville historique).
Au début des années 200, la WVV, en tenant compte des considérations économiques et environnementales, prend la décision d'arrêter l'alimentation en charbon vieillissante pour la remplacer par une au gaz naturel. Cela se fait en deux phases :
Dans la première phase (2003-2005), sur l'ancien lieu de stockage de charbon, on installe une turbine à gaz (de type Siemens SGT-800, 45 MWe) avec une chaudière de récupération de la chaleur (conçue par Lentjes (de)). La chaudière alimente en vapeur la vapeur de sorte que la centrale devienne à cycle combiné. En 2005, la nouvelle centrale fournit de l'électricité. Les anciennes chaudières au charbon sont fermées pour des raisons de sécurité du réseau. À côté de la vieille cheminée, trois nouvelles moitié moins hautes sont élevées. L'ancienne cheminée est démontée depuis l'intérieur pour des raisons de sécurité.
En 2006, l'espace autour de la centrale et sa façade sont repensés par le cabinet d'architecture Brückner & Brückner. L'ancien entrepôt de céréales dans le port devient un lieu culturel (de).
Lors de la seconde phase (2006-2009), le renouvellement de la centrale passe par la construction d'une deuxième turbine à gaz (de type Siemens SGT-700, 31 MWe). La chaudière à charbon K II est ainsi transformée en une chaudière de récupération de chaleur ; la vieille chaudière à charbon est détruite. Comme le gaz naturel est plus propre que le charbon, l'ancien filtre est conservé. L'ancienne chaudière à charbon K I devenue la chaudière de récupération est arrêtée ; la chaudière à charbon K III est maintenue en cas de pointe de consommation électrique.

### Source
- (de) Cet article est partiellement ou en totalité issu de l’article de Wikipédia en allemand intitulé « Heizkraftwerk Würzburg » (voir la liste des auteurs).